# جائزة إسبانيا الكبرى 2012
جائزة إسبانيا الكبرى 2012 (بالإنجليزية: 2012 Spanish Grand Prix)‏ هو سباق فورمولا 1. أقيم في 13 مايو 2012، في حلبة دي كاتلونيا، مونتميلو، إسبانيا، وحضره 82000 شخص. كانت هذه هي الجولة الخامسة من بطولة العالم للفورمولا 1 لعام 2012.

## الترتيب النهائي
| +/–     | الترتيب | السائق         | النقاط |
| ------- | ------- | -------------- | ------ |
|         | 1       | سباستيان فيتل  | 61     |
| 3       | 2       | فرناندو ألونسو | 61     |
| 1       | 3       | لويس هاملتون   | 53     |
| 3       | 4       | كيمي رايكونن   | 49     |
| 2       | 5       | مارك ويبر      | 48     |
| المصدر: |         |                |        |